# Fajoles

Fajoles este o comună în departamentul Lot din sudul Franței. În 2009 avea o populație de 267 de locuitori.

## Evoluția populației
| An        | 1975 | 1982 | 1990 | 1999 | 2006 | 2009 |
| --------- | ---- | ---- | ---- | ---- | ---- | ---- |
| Populație | 253  | 243  | 220  | 211  | 270  | 267  |